# Işıl Alben
Işıl Alben (Istanboel, 22 februari 1986) is een Turkse basketbalspeelster. Ze keerde in 2015 terug bij Galatasaray, waarvoor ze eerder ook van 2007 tot 2014 speelde. In het jaar daartussen kwam ze uit voor Dinamo Koersk. Met Galatasaray won ze onder meer de EuroCup Women in 2008 en de EuroLeague Women in 2014.